# Patrimonio
 Patrimonio  là một xã ở tỉnh Haute-Corse trên đảo Corse, Pháp. Xã này có diện tích 17,46 km², dân số năm 1999 là 645 người. Khu vực này có độ cao 100 mét trên mực nước biển.